# Scaphandre

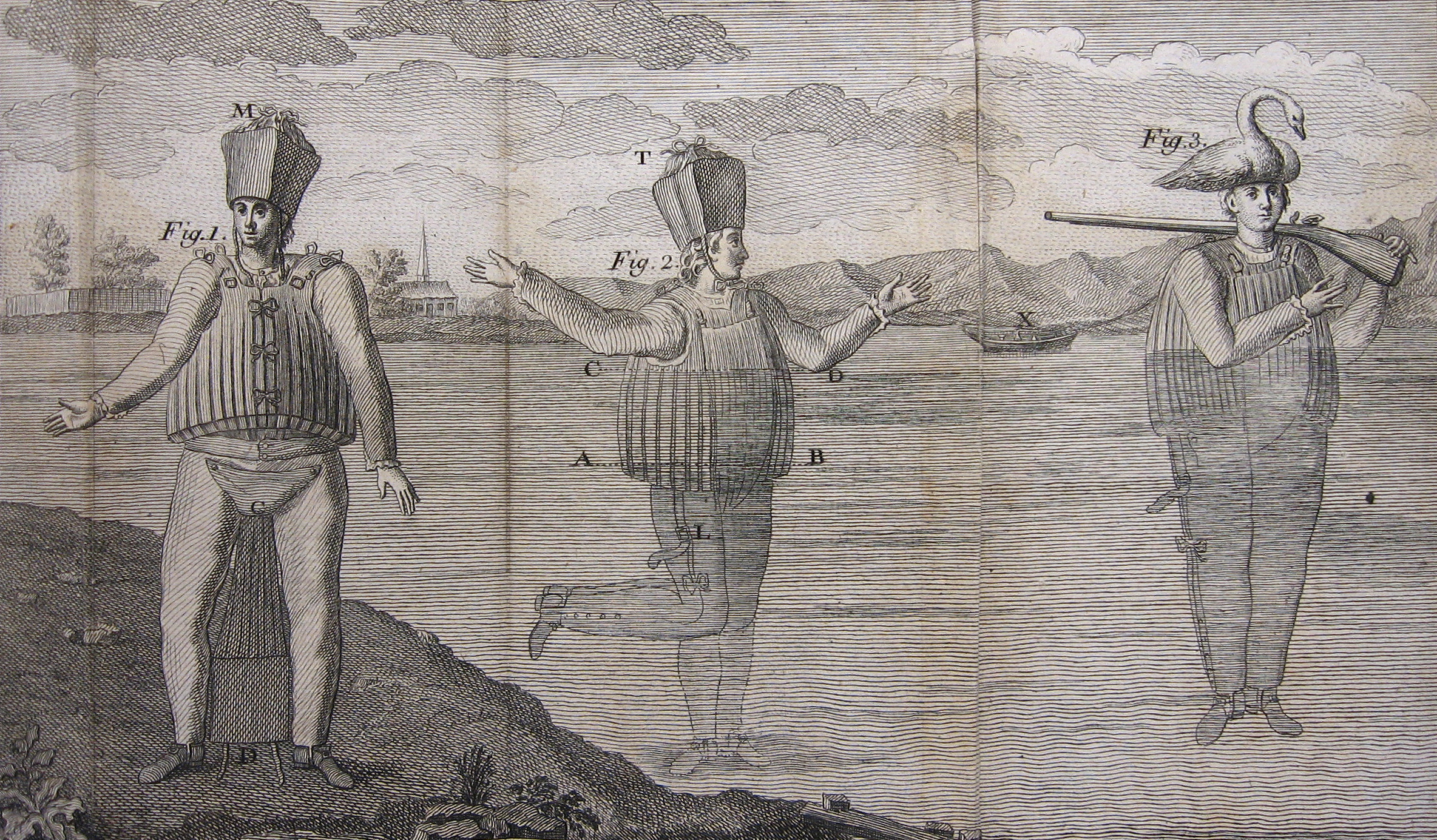
Gravure représentant le scaphandre inventé par La Chapelle.

Le mot scaphandre, du grec skaphe (barque) et andros (homme), fut imaginé et dessiné par Léonard de Vinci.
Il fut utilisé pour la première fois en 1775 par l'Abbé de la Chapelle dans son ouvrage Traité de la construction théorique et pratique du scaphandre ou du bateau de l'homme. L'invention de l'Abbé de la Chapelle consistait en un costume réalisé en liège qui permettait à des soldats de flotter et de traverser les cours d'eau.

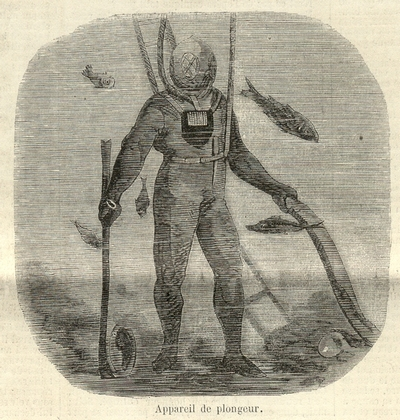
Scaphandre de plongeur datant de 1858

De nos jours le mot scaphandre ne se réfère plus du tout à l'invention de l'Abbé de la Chapelle mais il est resté dans l'usage de la langue française pour se référer à un ensemble de combinaisons ou de dispositifs permettant à une personne d'évoluer en sécurité dans un milieu qui lui est hostile. Ainsi le mot scaphandre se réfère actuellement aux équipements suivants :
- Le scaphandre à casque (ou scaphandre pieds lourds), dispositif permettant à son utilisateur de respirer et d'évoluer sous l'eau grâce à un tube relié à la surface. Le casque est rigide mais la combinaison est souple, ce qui fait que le plongeur respire à tout moment un air comprimé à une pression proportionnelle à la profondeur à laquelle il se trouve.
- Le scaphandre rigide (ou scaphandre atmosphérique), type de scaphandre à casque permettant à son utilisateur de respirer et d'évoluer sous l'eau en étant relié ou pas à la surface mais en restant toujours à une pression atmosphérique interne constante. L'air respiré par le plongeur se trouve à tout moment à la pression atmosphérique du niveau de la mer, car toutes les parties qui composent le scaphandre sont rigides et articulées entre elles et la pression environnante n'affecte pas l'intérieur du scaphandre. Conçu pour les grandes profondeurs.
- Le scaphandre autonome, dispositif permettant à son utilisateur de respirer et d'évoluer sous l'eau avec une totale indépendance de la surface mais en subissant la pression de l'eau environnante. Le plongeur respire donc à tout moment un air comprimé à une pression proportionnelle à la profondeur à laquelle il se trouve.
- Le scaphandre spatial (ou combinaison spatiale), combinaison permettant à un spationaute d'évoluer et de respirer dans le vide de l'espace, avec dépendance ou indépendance de son véhicule spatial, en restant constamment à une pression interne voisine de la pression atmosphérique terrestre.